# 亚历山德里娅·奥卡西奥-科尔特斯
亚历山德里娅·奥卡西奥-科尔特斯（英語：Alexandria Ocasio-Cortez，i/oʊˌkɑːsioʊ kɔːrˈtɛz/ oh-KAH-see-oh kor-TEZ；西班牙語：[oˈkasjo koɾˈtes]；1989年10月13日—），昵称AOC，美国政治人物、社会運動人士，現任美國眾議院議員，代表紐約州第十四國會選區。她支持民主社会主义，是“美国民主社会主义者”组织的成员。
奥卡西奥-科尔特斯出生于纽约市布朗克斯一个波多黎各天主教家庭。她的父母都是波多黎各人，但父親在布朗克斯出生、而母亲则是在波多黎各本土出生。2011年，她毕业于波士顿大学，获经济学与国际关系学士学位。2016年美国大选民主党總統初选期间，她曾是伯尼·桑德斯竞选团队的志工。
2018年6月26日，奥卡西奥-科尔特斯以“政治素人”之姿，在2018年美国众议院选举纽约州第14国会选区的民主党初选中，以57.5%的票數（15,897票）击敗獲得42.5%票數（11,761票）的在任众议员、众议院民主党党团主席约瑟夫·克劳利，获得了该选区的民主党议员提名。这一胜利也被美國主流媒體認为是2018年美国中期选举中爆出的最大冷门。就任时仅29岁，她是美国历史上最年轻的国会女议员。2021年看门狗组织OpenSecrets基于对财政披露表格的分析，认为她是第116届国会中最不富裕的议员之一，净资产少于三万美元。2024年11月，奥卡西奥-科爾特斯再度當選連任。
作为美国民主社会主义者成员，奥卡西奥-科尔特斯政见为倡导建设一个进步主义的平台，包括支持工人合作社、单一支付者医疗卫生系统、免费的公立大学、就业保障、绿色新政，以及废除国土安全部下的美国移民及海关执法局。她是美国民主党内左派的杰出领袖。

## 生平

### 早年
奥卡西奥-科尔特斯在紐約市布朗克斯區出生長大，母親原從波多黎各來，父親是紐約人。她在波士頓大學讀經濟學與國際關係，2011年畢業之後，回到紐約市開始在教育業裡工作。後來父親死於癌症，母親因此陷入經濟緊張，為了避免房子遭法院強制拍賣，Ocasio-Cortez另開始兼職服務員、調酒師。她認為，那時的經驗鞏固了自己的政治意識形態。

### 參政
2018年選舉
2018年11月美國中期選舉中擊敗共和党候选人安东尼·帕帕斯（Anthony Pappas）勝出紐約州第14選區，成为美国众议院历史上最年轻的女性议员 （当时年仅29岁）。她是民主黨委員會的成員。2019年7月，有關她的新聞文章至少獲得了民主黨總統候選人的四倍。
奥卡西奥-科尔特斯是國會進步新生成員的非正式團體成員。

## 選舉紀錄
| 年度 | 選舉屆數          | 選舉區               | 所屬政黨 | 得票數  | 得票率  | 當選標記 |
| ---- | ----------------- | -------------------- | -------- | ------- | ------- | -------- |
| 2018 | 第116屆眾議員選舉 | 紐約州第十四國會選區 | 民主党   | 110,318 | 78.18％ |          |
| 2020 | 第117屆眾議員選舉 | 紐約州第十四國會選區 | 民主党   | 152,661 | 71.6%   |          |
| 2022 | 第118屆眾議員選舉 | 紐約州第十四國會選區 | 民主党   | 82,453  | 70.60%  |          |
| 2024 | 第119屆眾議員選舉 | 紐約州第十四國會選區 | 民主党   | 123,269 | 68.9%   |          |

## 政策立場

### 綠色新政
意圖仿效羅斯福的新政政策而推出的綠色新政（The Green New Deal），旨在應對氣候變化與收入不平等
稅收政策
提出對收入超過一千萬美元收最高可達70%至80%的邊際稅率
醫療保障
支持單一保險人制度，以及將醫保視爲基本人權

### 對外政策
中國
歐加修-寇蒂茲和其他七名議員發表了一封來自兩黨的信，強烈批評了NBA對涉及休斯敦火箭隊總經理達雷爾·莫雷涉港推特爭議的處理方式。這些議員寫道，NBA的回應不僅“出賣了一名美國公民”，而且強化了中國共產黨的觀點，即那些指出“中國在香港的鎮壓是好的”，同時也是“對美國基本價值觀的背叛”。

## 影视形象
剧版《黑袍纠察队》中的角色国会议员以及此后的副总统维多利亚·纽曼即是以她为原型，纽曼是拥有将人爆头的超能力的超人，这一角色在漫画中本为男性角色，原型是美国总统乔治·沃克·布什。